# Anton Tinnerholm
Anton Lars Tinnerholm (* 26. Februar 1991 in Linköping) ist ein schwedischer Fußballspieler. Der Abwehrspieler debütierte 2009 im schwedischen Profifußball, wo er seit Januar 2023 erneut bei Malmö FF unter Vertrag steht.

## Werdegang
Tinnerholm begann mit dem Fußballspielen bei Brokinds IF. Über IK Östria Lambohov, wo er in der Spielzeit 2007 bereits erste Praxis im Erwachsenenbereich gesammelt hatte, kam er Anfang 2008 zum Åtvidabergs FF. Für den Klub debütierte er im Laufe der Zweitliga-Spielzeit 2009 in der Superettan. Zeitweise eroberte er sich einen Stammplatz und trug in zwölf Ligaspielen zum Aufstieg des Klubs in die Allsvenskan bei. Gemeinsam mit seinem Mannschaftskameraden Haris Radetinać verlängerte er kurz vor Saisonbeginn im März des folgenden Jahres seinen Vertrag bis Ende 2011. In der schwedischen Eliteserie kam er jedoch nach einer schwerwiegenden Lungenentzündung zunächst kaum zum Zuge und konnte somit im – letztlich erfolglosen – Kampf gegen den Abstieg nur bedingt helfen. In der Zweitliga-Spielzeit 2011 etablierte er sich unter Trainer Andreas Thomsson an der Seite von Daniel Hallingström, Erik Moberg – verletzungsbedingt zeitweise vertreten durch den Brasilianer Álberis da Silva – und Jesper Arvidsson als Stammkraft in der Defensive und stand beim Wiederaufstieg bei 25 seiner 28 Saisoneinsätze in der Startformation. Daraufhin hatte der Klub bereits im August den zum Saisonende auslaufenden Vertrag bis 2013 verlängert. In den folgenden Spielzeiten war er auch unter Thomssons Nachfolger Peter Swärdh einer der Garanten, dass sich die Mannschaft in der Allsvenskan hielt. Wiederum verlängerte der Klub im Sommer 2013 den zum Jahresende auslaufenden Vertrag erneut – dieses Mal bis Ende 2014.
Im Juli 2014 wechselte Tinnerholm innerhalb der Allsvenskan zum amtierenden Meister Malmö FF, wo er die nach den Abgängen von Miiko Albornoz und Mahmut Özen entstandene Lücke auf der Außernverteidigerposition schließen sollte und einen bis Ende 2017 gültigen Kontrakt unterzeichnete. Mit der Mannschaft um Markus Rosenberg, Ricardinho, Robin Olsen und Markus Halsti qualifizierte er sich wenige Wochen nach seiner Ankunft erstmals in der Vereinsgeschichte für die Gruppenphase der UEFA Champions League.
Nachdem er im Januar 2018 in die MLS zum New York City FC gewechselt war, kehrte er 5 Jahre später zurück nach Malmö.
Im Dezember 2014 nominierte Nationaltrainer Erik Hamrén Tinnerholm als einen von neun Neulingen für die schwedische Nationalmannschaft, die im Januar 2015 eine Tour in den Nahen Osten macht.